# Штиблеты

Штиблеты

Штибле́ты (от нем. Stiefelette — «полусапожок») — кожаные или суконные гамаши, а также позднее обувь из сукна или полотна на пуговицах сбоку, плотно облегающая ногу и доходящая почти до колена.
В русской армии штиблеты были введены в 1727 году и продержались до середины 1833 года. Их шили чёрными, белыми или в сине-белую полоску со штрипками. Штиблеты первоначально носили поверх коротких сапог и панталон навыпуск, позднее, во второй четверти XIX века — под панталоны.
С середины XIX до начала XX века белые штиблеты появились в штатском костюме, их носили под панталоны с открытыми туфлями, прикрывая подъём ноги, чтобы не были видны носки, считавшиеся исподним бельём. В 1820-е годы модные журналы рекомендовали носить «в дурную погоду чёрные казимировые штиблеты с пуговками из слоновой кости».
Штиблеты часто упоминаются в классической русской литературе. Так, у А. И. Герцена в «Станции Едрово» фигурируют штиблеты из домашнего сукна с оловянными пуговицами. В романе «Анна Каренина» Л. Н. Толстого в штиблеты, пелерину и чёрную шляпу был одет лакей княгини Тверской.